# Dipterocarpus
Dipterocarpus é um género botânico pertencente à família Dipterocarpaceae.